# Алаэддин Давуд-шах II
Алаэддин Давуд-шах (тур. Alâeddin Dâvud Şah) — правитель части бейлика Мангуджакидов с центром в Эрзинджане в 1225—1228 годах.

## Биография
Отцом Давуд-шаха был правитель части бейлика Мангуджакидов с центром в Эрзинджане Фахреддин Бахрам-шах. После смерти Бахрама в 1225 году Алаэддин Давуд-шах II наследовал ему. Как и его отец, Давуд-шах продолжал заниматься наукой и строительством. Его брат, Музафферуддин Мухаммед, стал правителем Карахисара.  По словам Ибн Биби, Бахрам-шах дал сыновьям прекрасное образование. Ибн Биби сообщал, что Алаэддин Давуд-шах был сведущ в логике, математике, теологии, астрологии, литературе и философии. Давуд писал стихи на персидском языке.
Но, согласно Ибн Биби, Давуд-шах не был мудрым правителем. Он был жесток к подданным, заключил в тюрьму большинство эмиров и конфисковал их имущество. Некоторые знатные люди укрылись от преследований у султана Алаэддина Кейкубада и пожаловались на Давуд-шаха. Султан дал доходные дирлики («средство для жизни», «кормление» — общее название всякого вида государственного содержания в виде денег или дохода с земельного владения) обратившимся к нему подданным Менгуджекогуллары и направил Давуд-шаху письмо с требованием освободить заключённых. Давуд-шах отправился в Кайсери с ценными дарами и заявил о своей лояльности султану. Он был тепло принят султаном и некоторое время оставался в Кайсери. В Эрзинджан он вернулся после того, как султан дал ему ахиднаме (грамоту с договором о мире). Согласно ей, пока Давуд-шах был верен султану, он получал поддержку и помощь султана.
Тем не менее, как писал Ибн Биби, Давуд-шах попытался заключить союз против Алаэддина Кейкубада с некоторыми правителями в регионе. Среди них были айюбидский правитель Джезире и Ахлата, Аль-Ашраф Муса, Джихан-шах, сын сельджукида Тугрул-шаха, правителя Эрзурума (Тугрул-шах был сыном Кылыч-Аслана II, а его женой была сестра Давуд-шаха, Мелик-хатун). Помимо них Давуд просил о помощи и защите хорезмшаха Джелаледдина. Кроме того, он обратился к правителю Аламута и предложил убить Кейкубада в обмен на сдачу замка Кемаха. Возможно, поведение Давуд-шах действительно было таким и было связано с тем, что он не верил ахиднаме, данной Кейкубадом. Но, более вероятно, что обвинения в измене, озвученные Ибн-Биби, были ложными предлогами, выдвинутыми султаном для оправдания захвата им бейлика. По словам Ибн-Биби, Давуд-шах был вынужден отправить к султану своих сыновей в качестве заложников, но это уже не могло разубедить султана, твёрдо решившего захватить бейлик. Алаэддин Кейкубад объявил, что хочет устранить правившего в Эрзуруме своего племянника Джихан-шаха и попросил Давуда присоединиться к походу. Давуд-шах подчинился и 625 (1228) году прибыл к Сивасу и приветствовал султана, но султан пленил его, затем напал на Эрзинджан и захватил город. После падения Эринджана султану без боя сдался Кемах (По другой версии, основанной на рассказе Ибн аль-Асира, Кемах был укреплён и долго сопротивлялся, но Давуд под угрозой смерти послал гарнизону приказ сдаться). Алаэддин Кейкубад дал Давуд-шаху в качестве дирлика Акшехир и Ильгин (Абигерм). Датировать захват Эрзинджана можно, исходя из биографии Абдулатифа аль-Багдади: он покинул Эрзинджан 18 октября 1228 года, и Давуд-шах ещё правил; когда учёный вернулся 16 января 1229 года, Давуд-шах уже был смещён. Возможно, захват Эринджана произошёл 10 ноября 1228 года.
По словам Мюнеджимбаши Ахмеда: «Падение Малика Дауда до такого состояния произошло из-за его неразумия, близорукости и близости с плохими людьми. Его знания и добродетели не принесли ему пользы из-за невежества и неопытности в управлении государством и не внимания к советам опытных амиров».
После захвата Эрзинджана Алаэддин Кейкубад отправил одного из своих командиров, Эртокуша, в Карахисар, который находился в руках брата Давуд-шаха, Музафферуддина Мухаммеда, а сам вернулся в Кайсери. Мухаммед понимал, что не сможет протянуть долго и сообщил Эртокушу, что сдаст замок в обмен на дирлик. Эта просьба была принята: в качестве тимара ему был передан Киршехир, в собственность — территории на сирийской границе (деревни Раммам, Нахр Кали и Афсин). Так же он был освобождён от всех видов налогов. Мухаммед жил со своей семьёй в Киршехире до конца своей жизни и построил там медресе. Он дожил до первого правления Иззеддина Кей-Кавуса II (1246—1249). По словам Ибн Биби, он был человеком чистых нравов и здравых мыслей. Султан сделал меликом Эрзинджана своего сына Гияседдина Кей-Хосрова. Когда Гияседдин Кей-Хосров посватался к его дочери, он отказал, сказав: «Он недостоин быть женихом нашего рода», но не устоял перед настойчивостью и согласился на брак. Мухаммед и его сыновья пользовались уважением сельджукских султанов.
В отличие от брата, Давуд не был доволен. Хотя дирлики Давуд-шаха были богатыми и процветающими, в стихотворении, которое он послал султану, он жаловался, что его жизнь была проведена в бедности и несчастьях:

«О, султан! Сердца ваших врагов смущены вами,

И их щёки желтеют от страха.

Помилуй меня в стране твоей при ста бедах,

Вода мне горяча, а хлеб холоден!»

Неизвестно, когда умер Давуд и где он был похоронен.